# Епинеуријум
Епинеуријум је најудаљенији слој густог неправилног везивног ткива који окружује периферни нерв. Обично окружује више нервних везива, као и крвне судове који снабдевају нерв. Мање гране ових крвних судова продиру у перинеуријум. Поред крвних судова који снабдевају нерв, присутни су и лимфоцити и фибробласти који доприносе производњи колагених влакана која чине кичму епинеуријума. Осим што пружају структурну подршку, лимфоцити и фибробласти такође играју виталну улогу у одржавању и поправљању околних ткива.
Када кичмени нерв напусти кичмени канал преко интервертебралног отвора, два слоја кичмене мождане овојнице, арахноидна и дура инвагинирају нерв и формирају дурални рукав од везивног ткива, који је епинеуријум. Спољни део ове навлаке обухвата спољашњи епинеуријум који омогућава уздужно кретање нерва и апсорпцију уздужног напрезања. Слој епинеуријума који се протеже унутар нерва да би дефинисао фасцикле назива се унутрашњи епинеуријум. Заједно, ова два слоја формирају епинеуријум, чија дебљина варира дуж тока нерва. Епинеуријум је обично најзаступљенији око зглобова, јер је његова функција да заштити нерве од истезања и накнадних повреда. Епинеуријум је првенствено направљен од колагена.

## Клинички значај
Уобичајена хируршка процедура за поправку поцепаног нерва преко епинеуријума назива се епинеуријска поправка.
Шваноми често остају потпуно инкапсулирани епинеуријумом док расту.
Епинеуријске баријере се могу користити за ограничавање формирања неурома након неуротмезе. Епинеуријум је ефикасна баријера против раста аксона.